# Lucas Cordalis

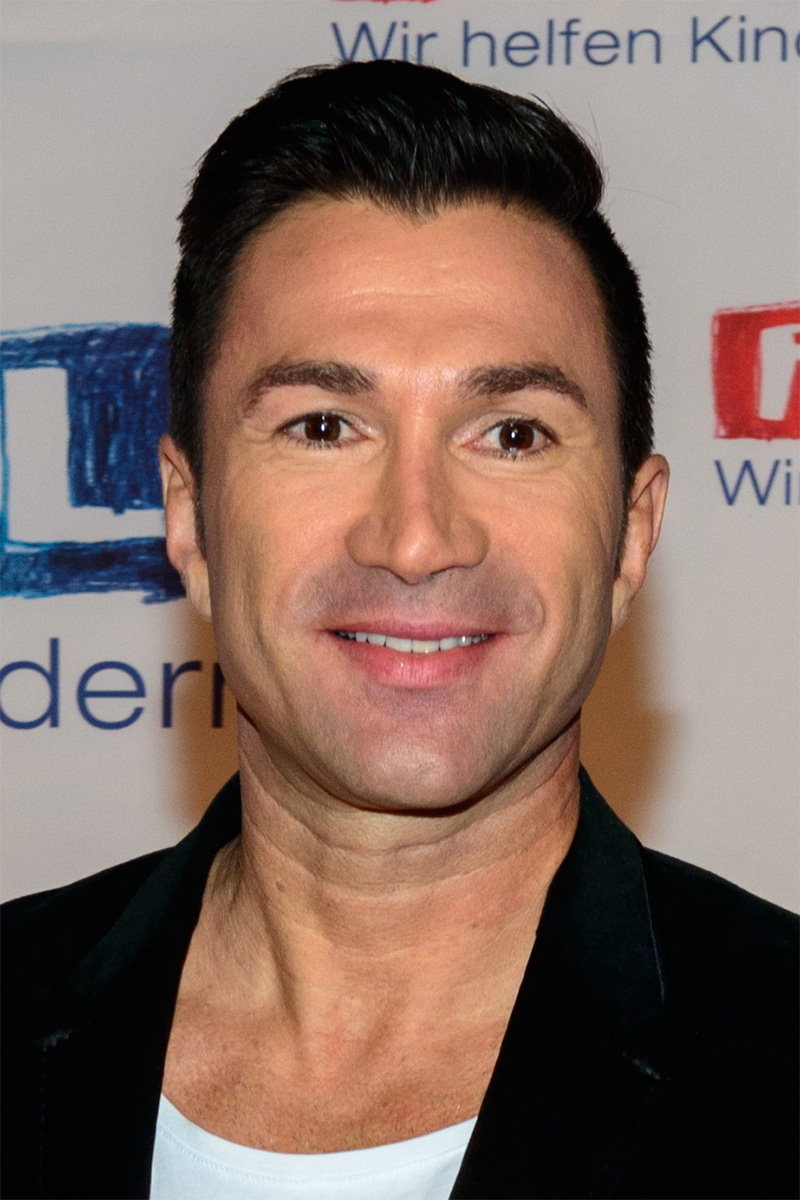
Lucas Cordalis (2014)

Lucas Cordalis (* 7. August 1967 in Frankfurt am Main) ist ein deutscher Sänger, Komponist und Musikproduzent.

## Leben
Lucas Cordalis, der Sohn des griechischen Sängers Costa Cordalis und dessen Frau Ingrid, wuchs in Deutschland auf. Als Kind trat er gelegentlich als Chorsänger bei der Produktion neuer Lieder seines Vaters auf, unter anderem im populären Schlager Anita.
Mit dem Lied Viva la noche begann er 1997 seine musikalische Laufbahn gemeinsam mit seinem schon bekannten Vater und seiner Schwester Angeliki Cordalis. Neben zahlreichen Live-Auftritten war das Trio Cordalis seitdem auch in Fernsehshows im deutschsprachigen Raum zu sehen. Als Duo war Cordalis mit seinem Vater u. a. im ZDF-Fernsehgarten, Immer wieder sonntags (Das Erste), im Riverboat (MDR) sowie bei Verstehen Sie Spaß? (ARD) und in der ZDF-Hitparade. Auch als Solist trat er hin und wieder in Erscheinung (u. a. in der MDR-Sendung Kleeblatt). 2004 nahm er mit neun anderen Prominenten an der Show Star Duell teil.
2002 zog Lucas Cordalis auf die spanische Baleareninsel Mallorca, wo er sein Plattenlabel Supersonic Entertainment Mallorca und ein Tonstudio gründete. Mit David Hasselhoff, DJ Bobo und anderen bekannten Künstlern arbeitete er bislang als Produzent und Remixer im hauseigenen Studio zusammen. Cordalis komponierte unter anderem mit Baby Come Back der Gruppe Worlds Apart einen Charthit. Als sein Vater Sieger der RTL-Sendung Ich bin ein Star – Holt mich hier raus! wurde, produzierte er die Single Dschungelkönig.
Im Oktober 2014 stieg Cordalis beim ProSieben Promiboxen gegen Marcus Schenkenberg in den Ring und gewann nach Unterlegenheit trotzdem durch einen technischen K. O.
Am 14. März 2015 nahm er an der TV Total Wok-WM 2015 teil.
Cordalis war mit seiner Gesangskollegin Jasmin Wagner ab 1997 vier Jahre lang liiert und ist seit Anfang Februar 2014 in einer Beziehung mit Daniela Katzenberger, aus der am 20. August 2015 eine Tochter hervorging. Am 4. Juni 2016 fand auf dem Petersberg in Königswinter die kirchliche Hochzeit mit Daniela Katzenberger statt.
2018 gewann er die zweite Staffel von Global Gladiators.
Am 16. März 2019 nahm er an der ProSieben-Fernsehsendung Schlag den Star teil, in der er gegen Paul Janke antrat und nach 15 Spielen die Siegprämie von 100.000 Euro gewann.
2020 nahm er gemeinsam mit seiner Frau an der dritten Staffel der ProSieben-Sendung The Masked Singer teil, in der die beiden als Erdmännchen den fünften Platz erreichten.
Seine für Januar 2022 geplante Teilnahme an Ich bin ein Star – Holt mich hier raus! musste Cordalis aufgrund einer COVID-19-Infektion absagen. In der im Januar 2023 ausgestrahlten 16. Staffel nahm Cordalis als einer der zwölf Kandidaten teil und belegte den dritten Platz. Im Februar 2024 war er in der RTL-Show Schlag den Besten zu sehen.
In der Fernsehserie Der König von Palma spielte er 2022 seinen Vater in den 1990er Jahren.
Seit 2024 bildet er mit Joelina Drews und Achim Petry das Trio Drews Cordalis Petry, das die Hits ihrer berühmten Väter neu interpretiert. Einen Mega-Mix stellte das Trio im Mai 2024 im ZDF-Fernsehgarten vor.

## Diskografie
Studioalben

| Jahr | Titel Musiklabel                             | Höchstplatzierung, Gesamtwochen, AuszeichnungChartplatzierungen (Jahr, Titel, Musiklabel, Platzierungen, Wochen, Auszeichnungen, Anmerkungen) | Höchstplatzierung, Gesamtwochen, AuszeichnungChartplatzierungen (Jahr, Titel, Musiklabel, Platzierungen, Wochen, Auszeichnungen, Anmerkungen) | Höchstplatzierung, Gesamtwochen, AuszeichnungChartplatzierungen (Jahr, Titel, Musiklabel, Platzierungen, Wochen, Auszeichnungen, Anmerkungen) | Höchstplatzierung, Gesamtwochen, AuszeichnungChartplatzierungen (Jahr, Titel, Musiklabel, Platzierungen, Wochen, Auszeichnungen, Anmerkungen) | Anmerkungen                              |
| Jahr | Titel Musiklabel                             | DE | AT | CH | UK | Anmerkungen                              |
| ---- | -------------------------------------------- | --- | --- | --- | --- | ---------------------------------------- |
| 2014 | I Have a Dream Cordalis Records (LuCo-Music) | — | — | — | — | Erstveröffentlichung: 19. September 2014 |
| 2022 | Lucas Cordalis Telamo (WMG)                  | DE6 (3 Wo.)DE | AT17 (2 Wo.)AT | CH20 (2 Wo.)CH | — | Erstveröffentlichung: 22. Juli 2022      |

## Auszeichnungen
Lucas Cordalis wurde unter anderem mit dem deutschen Musikpreis Schlagerdiamant und dem früheren Fernsehpreis Goldene Eins der ARD ausgezeichnet.